# Guillaume Franc
Guillaume Franc (* kolem 1505 Rouen – 1570, Lausanne) byl francouzský hudební skladatel, pedagog a spolupracovník na Ženevském žaltáři.
Roku 1541 si otevřel v Ženěvě hudební školu, vyučoval děti ve farniosti sv. Geravaise a na Collège de Rive. Od roku 1545 byl kantorem v katedrále v Lausanne a učil na Lausannské akademii.